# Mary L. Trump

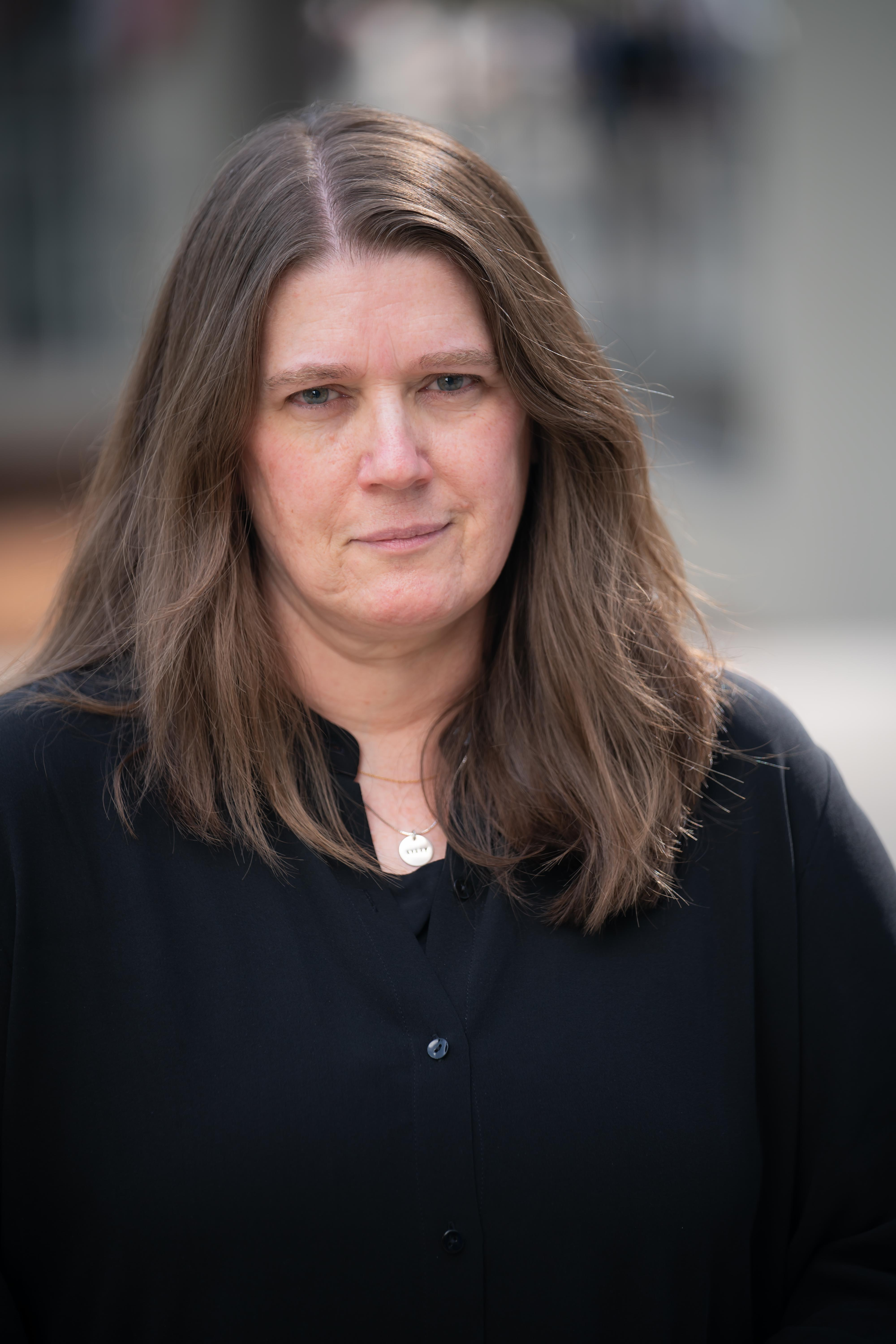
Mary L. Trump (2024)

Mary Lea Trump (* 3. Mai 1965 in New York City) ist eine amerikanische Psychologin, Geschäftsfrau und Autorin. Sie ist die einzige Nichte von Donald Trump und eine seiner scharfen Kritikerinnen.
M. L. Trumps im Juli 2020 erschienenes Buch Too Much and Never Enough über D. Trump und ihre Familie verkaufte sich am ersten Verkaufstag fast eine Million Mal.

## Leben
Mary L. Trump wurde im Mai 1965 als Tochter von Fred Trump Jr. und Linda Lee Clapp, einer Flugbegleiterin, geboren. Sie hat einen Bruder, Frederick Trump III. Mit ihrer Familie lebte sie die ersten Jahre in einem „heruntergekommenen“ Apartment im Stadtviertel Jamaica in Queens. Ihr Vater starb an einem Herzinfarkt in Verbindung mit Alkoholismus, als Mary 16 Jahre alt war. Trump machte 1983 ihren Abschluss an der Ethel-Walker-Schule. Ihr Grundstudium absolvierte sie in englischer Literatur an der Tufts University. Sie erwarb einen Master-Abschluss an der Columbia University und studierte die Werke von William Faulkner und seiner dysfunktionalen fiktiven Compson-Familie. Im Jahr 2003 erwarb sie einen Master-Abschluss in Psychologie an der Adelphi University, wo sie 2010 auch in klinischer Psychologie promovierte. Sie ist eine registrierte Anhängerin der Demokratischen Partei und unterstützte Hillary Clinton bei der US-Präsidentschaftswahl 2016. Nach einem Erbschaftsstreit mit ihrem Onkel Donald Trump im Jahr 2000 ist ihr Verhältnis zueinander zerrüttet. Mary Trump war mit einer Frau verheiratet, von der sie sich wieder scheiden ließ. Sie lebt mit ihrer Tochter auf Long Island, New York.

## Karriere
Trump war Mitautorin des Buches Diagnosis: Schizophrenia, das 2002 von Columbia University Press veröffentlicht wurde. Sie hat Graduiertenkurse in Entwicklungspsychologie, Trauma und Psychopathologie unterrichtet. Sie ist die Gründerin und Geschäftsführerin der Trump Coaching Group, einem Life Coaching-Unternehmen, und hatte außerdem eine Reihe von Kleinunternehmen im Nordosten der USA.

## Konflikte mit der Trump-Familie
Als Fred C. Trump 1999 an Alzheimer starb, fochten Mary und ihr Bruder Fred III. das Testament ihres Großvaters an. In seinem Testament vererbte Fred Sr. den Großteil seines Vermögens zu gleichen Teilen an seine Kinder. Seinen Enkelkindern hinterließ er jeweils 200.000 Dollar. Als Marys Vater 1981, 18 Jahre vor dem Tod ihres Großvaters Fred Sr., verstarb, hatten die Anwälte von Fred Sr. empfohlen, sein Testament dahingehend zu ändern, dass Mary und ihr Bruder Fred III größere Anteile als die Enkelkinder bei lebenden Eltern erben sollten. Sie gingen davon aus, dass das Testament von Fred Sr. angefochten werden würde, wenn es nicht von Nachkommen geändert würde, die argumentieren würden, dass es seine Absicht sei, dass jedes Kind schließlich einen Teil seines Anteils am Nachlass seinen eigenen Nachkommen hinterlassen würde.
Kurz nach dem Tod von Fred Sr. bekam Marys Bruder einen Sohn mit einer seltenen Krankheit, die ein Leben lang eine teure medizinische Versorgung erfordern würde. Fred Sr. hatte einst eine Stiftung gegründet, die die medizinischen Kosten seiner Familie bezahlt. Nachdem Mary und Fred III. eine Klage gegen Donald Trump und zwei seiner Geschwister eingereicht hatten, wurde Mary und Fred III. mitgeteilt, dass die medizinische Stiftung nicht mehr für ihre medizinischen Kosten aufkommen würde. Die Klage wurde im Jahr 2001 beigelegt. Bei der endgültigen Beilegung des Streits über die Aufteilung des Nachlasses von Fred Sr. wurde ihnen nicht der Anteil zugesprochen, den ihr Vater geerbt hätte, wenn er zum Zeitpunkt des Todes von Fred Sr. noch am Leben gewesen wäre. Sie stellte jedoch die Deckung der medizinischen Kosten ihrer Familie wieder her.
Der Pulitzer-Preis 2019 für investigative Berichterstattung wurde David Barstow, Susanne Craig und Russ Buettner von der New York Times verliehen für „eine umfassende 18-monatige Untersuchung der Finanzen von Donald Trump, die seine Aussagen über selbstgemachten Reichtum entlarvte und ein Geschäftsimperium mit Steuerhinterziehungen enthüllte“. Mary war, Berichten zufolge, eine wichtige Informationsquelle für diese Studie, da sie während des Entdeckungsprozesses im Streit um den Nachlass ihres Großvaters in den Besitz von Donald Trumps Steuerunterlagen gelangt war.
Nach der Ankündigung von Marys Buch Too Much and Never Enough im Juni 2020 versuchte ihr Onkel Robert S. Trump, die Veröffentlichung zu verhindern, indem er erklärte, sie habe während des Rechtsstreits von 1999 eine Geheimhaltungsvereinbarung unterzeichnet. Die Einreichung einer einstweiligen Verfügung gegen Mary wurde von einem New Yorker Gericht wegen Unzuständigkeit abgewiesen, und das Buch wurde am 14. Juli 2020 veröffentlicht.
Am 22. September 2021 wurde bekannt, dass Donald Trump eine Klage gegen Mary Trump und die Zeitung New York Times eingereicht hatte. Er verlangt 100 Millionen Dollar Schadensersatz und die Herausgabe der Erlöse des Buchverkaufs.

## Enthüllungsbuch
Das von ihr verfasste Enthüllungsbuch Too Much and Never Enough: How My Family Created the World’s Most Dangerous Man (dt. Ausgabe Zu viel und nie genug: Wie meine Familie den gefährlichsten Mann der Welt erschuf) wurde am 14. Juli 2020 vom Verlag Simon & Schuster veröffentlicht. Es beschreibt, wie die Autorin die anonyme Quelle war, die Trumps Familien-Steuererklärungen an die New York Times weitergab; die Berichterstattung wurde mit dem Pulitzer-Preis 2019 ausgezeichnet. In dem Buch und in TV-Interviews behauptet sie auch, ein Freund Donald Trumps habe für ihn dessen Universitätsaufnahmeprüfung SAT abgelegt. Ein Rechtsstreit darüber, ob das Buch veröffentlicht werden durfte, wurde im New Yorker Justizsystem geführt, wobei ein Berufungsrichter dem Verlag erlaubte, das Buch zu veröffentlichen. Das Buch wurde am ersten Verkaufstag 950.000 Mal verkauft.

## Veröffentlichungen
- Too Much and Never Enough: How My Family Created the World’s Most Dangerous Man. Simon & Schuster, New York 2020, ISBN 978-1-98214146-2.

deutsche Übersetzung: Zu viel und nie genug: Wie meine Familie den gefährlichsten Mann der Welt erschuf. Heyne Verlag, München 2020, ISBN 978-3-453-21815-4.
- The Reckoning: Our Nation’s Trauma and Finding a Way to Heal. Allen & Unwin, Sydney 2021, ISBN 978-1-76106537-8.

deutsche Übersetzung: Das amerikanische Trauma. Die gespaltene Nation – und wie sie Heilung finden kann. Heyne, München 2021, ISBN 978-3-453-21825-3.
- Who Could Ever Love You: A Family Memoir. St Martin’s Press, New York 2024, ISBN 978-1-25027847-0.